# Seznam chráněných území v okrese Plzeň-sever
Toto je seznam chráněných území v okrese Plzeň-sever aktuální k roku 2010, ve kterém jsou uvedena chráněná území v oblasti okresu Plzeň-sever.
| Kód  | Obrázek                                                 | Typ  | Název                 | Rozloha (ha) | Galerie Commons                                               | Popis území | Souřadnice                       |
| ---- | ------------------------------------------------------- | ---- | --------------------- | ------------ | ------------------------------------------------------------- | --- | -------------------------------- |
| 2093 |                                                         | PR   | Bažantnice            | 23,14        | Kategorie „Bažantnice (nature reserve)“ na Wikimedia Commons  | Cenný komplex smíšeného lesa s bohatým bylinným podrostem včetně potoční nivy,navazující na systém rybníků, kulturní floristicky bohaté louky a prameniště | 49°51′29″ s. š., 13°15′47″ v. d. |
|      |                                                         | PřP  | Berounka              | 13 100       | Kategorie „Nature park Berounka“ na Wikimedia Commons         | | 49°55′16″ s. š., 13°32′15″ v. d. |
| 1327 |                                                         | PP   | Čerňovice             | 13 100       |                                                               | Skalnaté stráně nad Mží s teplomilnou květenou | 49°47′54″ s. š., 13°6′13″ v. d.  |
| 634  | PP Čertova hráz                                         | PP   | Čertova hráz          | 1,58         | Kategorie „Čertova hráz“ na Wikimedia Commons                 | Dokonale vytvořený okrouhlík nad Kralovickým potokem | 49°55′39″ s. š., 13°30′15″ v. d. |
| 2486 |                                                         | PR   | Dubensko              | 4,83         |                                                               | Tisový porost | 49°58′25″ s. š., 13°41′7″ v. d.  |
| 105  |                                                         | PR   | Háj                   | 11,31        | Kategorie „Háj (nature reserve)“ na Wikimedia Commons         | Ochrana přirozených lesních porostů v údolí Berounky | 49°47′5″ s. š., 13°26′5″ v. d.   |
|      |                                                         | PřP  | Horní Střela          | 9 991,6      | Kategorie „Přírodní park Horní Střela“ na Wikimedia Commons   | | 50°4′41″ s. š., 13°18′4″ v. d.   |
| 619  | Hromnické jezírko                                       | PP   | Hromnické jezírko     | 12,41        | Kategorie „Hromnické jezírko“ na Wikimedia Commons            | Zatopený odkliz po historické těžbě kamenečných břidlic a přilehlý komplex hald s ponecháním lokality přirozenému vývoji                                   | 49°51′1″ s. š., 13°26′41″ v. d.  |
| 126  |                                                         | PR   | Hůrky                 | 26,50        | Kategorie „Hůrky (nature reserve)“ na Wikimedia Commons       | Ochrana mozaiky reprezentativních a zachovalých typů rašelinišť, slatinišť a mokřadních olšin s výskytem ohrožených druhů rostlin                          | 49°53′31″ s. š., 13°11′18″ v. d. |
| 6225 | pastevní rezervace na východním okraji chráněného území | PR   | Janovský mokřad       | 71,81        | Kategorie „Janovský mokřad“ na Wikimedia Commons              | Mokřadní biotopy, úhory a sekundární suché trávníky | 49°41′59″ s. š., 13°11′6″ v. d.  |
| 563  | Stolová hora Kozelka                                    | PR   | Kozelka               | 33,15        | Kategorie „Kozelka (nature reserve)“ na Wikimedia Commons     | Stolová hora vulkanického původu s pseudozávrty, skalními věžemi, pyramidami a sutěmi                                                                      | 49°59′38″ s. š., 13°9′48″ v. d.  |
| 195  | Přírodní rezervace Krašov                               | PR   | Krašov                | 36,28        | Kategorie „Krašov (nature reserve)“ na Wikimedia Commons      | Ochrana přírodního rázu, květeny a zvířeny v okolí zříceniny hradu Krašov                                                                                  | 49°57′2″ s. š., 13°35′11″ v. d.  |
| 24   | CHKO Křivoklátsko                                       | CHKO | Křivoklátsko          | 62 800       | Kategorie „CHKO Křivoklátsko“ na Wikimedia Commons            | | 49°57′32″ s. š., 13°52′50″ v. d. |
| 5647 | Malenický pramen                                        | PP   | Malenický pramen      | 0,17         | Kategorie „Malenický pramen“ na Wikimedia Commons             | Ochrana pramene vyvěrajícího z břidlicového podloží a přilehlé terasovité přehrážky                                                                        | 49°55′34″ s. š., 13°18′8″ v. d.  |
| 234  | Malochova skalka                                        | PP   | Malochova skalka      | 2,21         | Kategorie „Malochova skalka“ na Wikimedia Commons             | Ochrana vzácné teplomilné květeny | 49°47′1″ s. š., 13°26′6″ v. d.   |
| 3374 | Nový rybník                                             | PR   | Nový rybník           | 12,84        | Kategorie „Nový rybník (nature reserve)“ na Wikimedia Commons | Ochrana hnízdiště a migračního stanoviště vodních ptáků, mokřadní ekosystém                                                                                | 49°41′43″ s. š., 13°14′25″ v. d. |
| 618  | Odlezelské jezero                                       | NPP  | Odlezelské jezero     | 68,30        | Kategorie „Odlezly Lake“ na Wikimedia Commons                 | Sesuvem vzniklé hrazené jezero | 50°0′58″ s. š., 13°22′23″ v. d.  |
| 292  |                                                         | PP   | Osojno                | 3,44         | Kategorie „Osojno (natural monument)“ na Wikimedia Commons    | Zbytek smíšeného teplomilného lesa | 49°56′25″ s. š., 13°17′5″ v. d.  |
| 1069 |                                                         | PR   | Petrovka              | 28,08        | Kategorie „Petrovka“ na Wikimedia Commons                     | Pseudokrasový žleb, rašeliniště, mokřady a bor (místní ekotyp borovice lesní)                                                                              | 49°47′24″ s. š., 13°21′37″ v. d. |
| 344  |                                                         | PP   | Příšovská homolka     | 0,48         | Kategorie „Příšovská homolka“ na Wikimedia Commons            | Třetihorní čedičová sopka | 49°49′3″ s. š., 13°17′50″ v. d.  |
| 5604 |                                                         | PR   | Rašeliniště u Polínek | 4,82         | Kategorie „Rašeliniště u Polínek“ na Wikimedia Commons        | Přechodové rašeliniště s výskytem chráněných a ohrožených druhů rostlin a živočichů                                                                        | 49°56′19″ s. š., 13°4′22″ v. d.  |
|      |                                                         | PřP  | Rohatiny              | 1 139,4      | Kategorie „Rohatiny“ na Wikimedia Commons                     | | 49°55′49″ s. š., 13°30′5″ v. d.  |
| 627  | Údolí střely                                            | PR   | Střela                | 314,21       | Kategorie „Střela (nature reserve)“ na Wikimedia Commons      | Kaňonovité údolí Střely s přirozenými teplomilnými porosty                                                                                                 | 50°1′45″ s. š., 13°18′2″ v. d.   |
| 459  | Přírodní památka U Báby - U Lomu                        | PP   | U Báby – U Lomu       | 0,03         | Kategorie „U Báby - U Lomu“ na Wikimedia Commons              | Skupina žulových balvanů | 50°3′28″ s. š., 13°20′20″ v. d.  |

## Zrušená chráněná území
| Kód | Obrázek                   | Typ | Název          | Rozloha (ha) | Galerie Commons                                             | Popis území | Souřadnice                       |
| --- | ------------------------- | --- | -------------- | ------------ | ----------------------------------------------------------- | ----------- | -------------------------------- |
|     | Osní tok přírodního parku | PřP | Horní Berounka | 10 100       | Kategorie „Nature park Horní Berounka“ na Wikimedia Commons |             | 49°55′16″ s. š., 13°32′15″ v. d. |
|     |                           | PřP | Hřešihlavská   | 978,80       | Kategorie „Nature park Hřešihlavská“ na Wikimedia Commons   |             | 49°57′10″ s. š., 13°35′38″ v. d. |